# Verneuil-d'Avre-et-d'Iton
Verneuil-d'Avre-et-d'Iton es una comuna nueva francesa situada en el departamento de Eure, de la región de Normandía.

## Historia
Fue creada el 1 de enero de 2017, en aplicación de una resolución del prefecto de Eure de 3 de agosto de 2016 con la unión de las comunas de Francheville y Verneuil-sur-Avre, pasando a estar el ayuntamiento en la antigua comuna de Verneuil-sur-Avre.

## Demografía
| Gráfica de evolución demográfica de Verneuil-d'Avre-et-d'Iton entre 1800 y 2013 |
|                                                                                 |

Los datos entre 1800 y 2013 son el resultado de sumar los parciales de las dos comunas que forman la nueva comuna de Verneuil-d'Avre-et-d'Iton, cuyos datos se han cogido de 1800 a 1999, para las comunas de Francheville y Verneuil-sur-Avre de la página francesa EHESS/Cassini. Los demás datos se han cogido de la página del INSEE.

## Composición
| Comuna delegada   | Código INSEE | Población (2013) | Superficie (km²) | Densidad (hab./km²) |
| ----------------- | ------------ | ---------------- | ---------------- | ------------------- |
| Francheville      | 27265        | 1267             | 24.03            | 53                  |
| Verneuil-sur-Avre | 27679        | 6464             | 31.97            | 202                 |